# Philotroctes niger
Philotroctes niger är en tvåvingeart som beskrevs av Leander Czerny 1930. Philotroctes niger ingår i släktet Philotroctes och familjen myllflugor. Inga underarter finns listade i Catalogue of Life.